# Primera guerra chechena

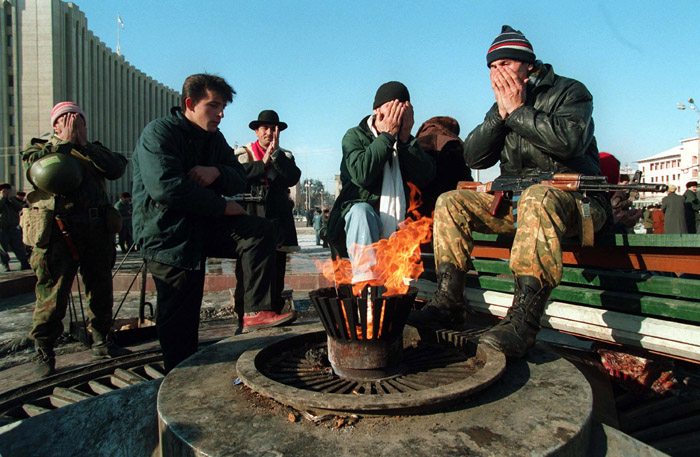
Soldados irregulares chechenos rezan frente al palacio presidencial de Grozni. Foto de Mijaíl Yevstáfiev. Diciembre de 1994.

La primera guerra chechena (en ruso: Первая чеченская война); (en checheno, Дуьххьара нохчи-оьрсийн том) también llamada Primera guerra ruso-chechena comenzó cuando el Ejército ruso intentó recuperar el control de la República de Chechenia, entre diciembre de 1994 y agosto de 1996, y donde se libró la devastadora y final batalla de Grozni
Pese a tener una fuerza superior en soldados, armamentos, apoyo aéreo, y haber capturado Grozni, la capital, las fuerzas rusas fueron incapaces de establecer un control efectivo del área montañosa a causa de certeros ataques de los guerrilleros o partisanos chechenos. La fuerte desmoralización de las tropas rusas llevó al presidente Borís Yeltsin a declarar un cese del fuego unilateral en 1995 e iniciar la retirada de tropas al año siguiente. Después de la muerte de miles de civiles y ante la proximidad de unas elecciones rusas, el 27 de mayo de 1996 Yeltsin aceptó reunirse con los rebeldes chechenos por primera vez e iniciar negociaciones para la paz.
La cifra oficial de muertes de militares rusos fue de 5500, pero algunas estimaciones llegaron a hablar de 14 000 caídos. Aunque no hay cifras exactas sobre el número de las fuerzas chechenas que fallecieron en el conflicto, las estimaciones sitúan el número entre 3000 y 15 000 muertos. El número de civiles muertos oscilaría entre 30 000 y 100 000 y posiblemente más de 200 000 heridos, mientras que más de medio millón de personas fueron desplazadas por el conflicto, que dejó a ciudades y pueblos en ruinas en toda Chechenia. El conflicto aumentó la discriminación y la limpieza étnica de la población rusa de Chechenia, lo que resultó en una disminución de su porcentaje del 25 % en 1989 al 4 % en 2002.

## Orígenes del conflicto

### El colapso de la URSS y el tratado de la Federación de Rusia
En 1991, de forma repentina e inesperada para la mayoría de los habitantes de Rusia, la Unión Soviética se disolvió y Rusia volvió a ser un Estado independiente como tal. Pese a que Rusia fue internacionalmente aceptada como el sucesor natural de la URSS en materia diplomática, perdió mucho de su poder interno y externo. Teniendo presente la desintegración de varios países a través de conflictos étnicos o religiosos en varios lugares que antes se encontraban bajo la esfera soviética (como el caso de Alto Karabaj entre Armenia y Azerbaiyán), las élites de la nueva Rusia temieron que sucedieran dentro de su territorio hechos similares, pese a que étnicamente está compuesta por un 80 % de rusos.
Durante el régimen soviético, más de 100 nacionalidades tuvieron garantizadas su existencia como distritos o repúblicas autónomas dentro del esquema federal, respondiendo a una división étnica. Otras comunidades, por su parte, no tuvieron derecho a este reconocimiento. En la mayoría de esos enclaves, los rusos étnicos constituyeron una minoría dentro de la población, pese a que gozaban de una desproporcionada representación en los gobiernos locales debido a que los miembros de otras nacionalidades tenían pocas posibilidades de participar en la administración. El tema de las relaciones entre el Gobierno central, que favorecía la autonomía e incluso la independencia, y los poderes locales era uno de los grandes temas políticos a comienzos de la década de 1990.
En la mayoría de los casos, las demandas se resolvieron por la vía de conceder autonomía regional y privilegios tributarios. El Tratado de Federación (en:Treaty of Federation) fue firmado en marzo de 1992 por Borís Yeltsin y la mayoría de los líderes de las repúblicas autónomas y los gobiernos étnicos. Consistía en tres documentos que regulaban los poderes reservados al Gobierno central ruso, la relación entre este último y los organismos administrativos federales y los poderes residuales en poder de los organismos particulares o locales.

### Tratado
Las repúblicas autónomas que se negaron a firmar el Tratado de Federación de 1992 fueron Chechenia y el Tartaristán, ambas regiones ricas en petróleo y de mayoría musulmana. En 1994, se pactó entre Rusia y el Gobierno tártaro un acuerdo que garantizaba una adecuada autonomía a los tártaros del Volga, pueblo musulmán subyugado por los rusos desde mediados del siglo XVI.
Por su parte, Yeltsin evitó llevar a cabo negociaciones serias con el Gobierno checheno, permitiendo que las relaciones se deterioraran hasta el punto de generar un conflicto general en 1994. En 1996, Chechenia seguía siendo el principal obstáculo entre el Gobierno federal y los grupos secesionistas de todo el país.

## Los intentos por la independencia y el nacionalismo checheno

### El nacionalismo checheno en un contexto histórico

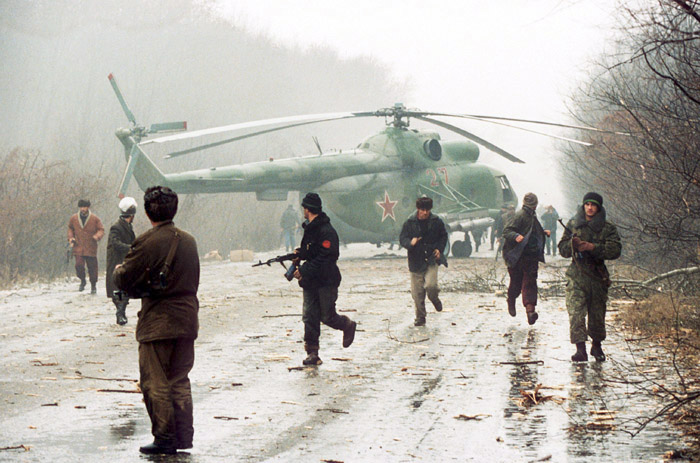
Helicóptero ruso Mil Mi-8 derribado por fuerzas chechenas cerca de Grozni en diciembre de 1994. Foto de Mijaíl Yevstáfiev.

Los cosacos y los rusos se establecieron en Chechenia hace casi 200 años. La primera invasión al núcleo de Chechenia ocurrió durante el gobierno de Pedro el Grande, a comienzos del siglo XVIII. Después de una sangrienta guerra y cruentas batallas, en las que se produjeron masacres sanguinarias de la población autóctona, Chechenia fue incorporada al Imperio ruso a finales del siglo XIX.
En 1936, durante el gobierno de Stalin, se creó la República Autónoma Socialista Soviética de Chechenia e Ingusetia. En 1943, las fuerzas nazis llegaron a las puertas de la capital, Grozni, y los chechenos combatieron fieramente contra la ocupación alemana durante la Operación Edelweiss.
Pese a que más de 40 000 chechenos lucharon fielmente en el Ejército Rojo, se desató el rumor de que los habitantes se habían alzado contra los rusos. Este argumento fue utilizado por Stalin para deportar al Asia Central y Siberia a más de un millón de chechenos, ingusetios y otros habitantes del norte del Cáucaso, bajo la acusación de haber colaborado con los invasores. (Véase Deportaciones de pueblos en la Unión Soviética.)
Durante el proceso conocido como desestalinización, el secretario general del Partido Comunista de la Unión Soviética Nikita Jruschov permitió que regresaran las diezmadas poblaciones a su patria en 1957.

### Tras la caída de la URSS: Dudáyev, presidente
La serie de eventos que desencadenaron la disolución de la Unión Soviética incidieron directamente en la generación del largo y profundo odio de los chechenos hacia los rusos que tenía su origen en las actuaciones del Imperio ruso en la conquista rusa del Cáucaso y la Guerra del Cáucaso. En septiembre de 1991, el Gobierno de la República Autónoma de Chechenia e Ingusetia renunció al poder presionado por el partido independentista Congreso Nacional del Pueblo Checheno, cuyo líder era el exgeneral de la Fuerza Aérea soviética Dzhojar Dudáyev.
Durante el mismo período, militantes del Congreso Nacional del Pueblo Checheno (CNPCh) tomaron el control de todo el país, copando el Congreso local y dando muerte al jefe del PCUS de Grozni, Vitali Kutsenko. Al mes siguiente Dudáyev ganó un sorprendente apoyo popular para ocupar el Gobierno checheno, copar la administración y convertirse en presidente. Dudáyev proclamó de forma unilateral la independencia, y como consecuencia de esto, Borís Yeltsin envió tropas a Grozni. Este contingente fue obligado a retirarse cuando los rebeldes chechenos lo rodearon en el aeropuerto.
La República Autónoma de Chechenia e Ingusetia se dividió en dos en junio de 1992, e Ingusetia (como república autónoma) se integró en la Federación de Rusia.
En agosto de 1994, cuando una facción opositora lanzó un ataque armado para derribar al gobierno de Dudáyev, Moscú armó a los rebeldes con equipo militar, y los aviones rusos empezaron a bombardear Grozni. De acuerdo con el sitio GlobalSecurity.org, bombas de fósforo blanco fueron utilizadas en diciembre de 1994 en la capital chechena. En diciembre, cinco días después del acuerdo entre Dudáyev y el ministro de Defensa ruso Pável Grachov de evitar el uso de la fuerza, el Ejército ruso intervino militarmente en Chechenia.

## Empantanamiento y cese del fuego

### La guerra y las actividades separatistas

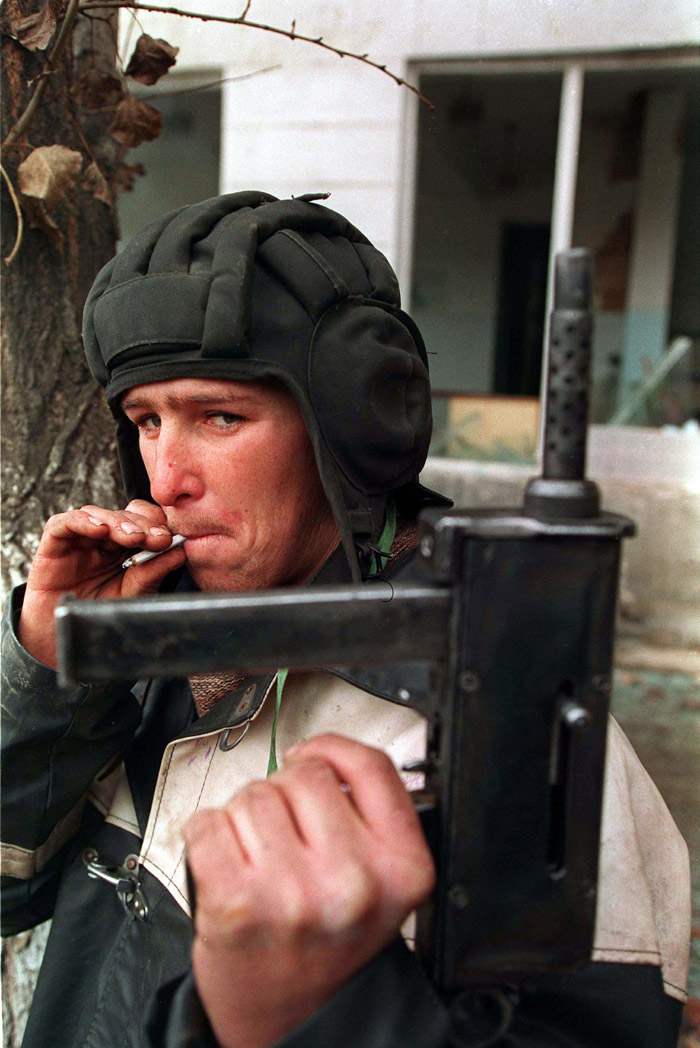
Guerrillero checheno con un casco para tanque. Foto de Mijaíl Yevstáfiev. Enero de 1995.

Las expectativas de Yeltsin de enfrentarse con un rápido y quirúrgico conflicto seguido de una capitulación rápida de Chechenia fueron equivocadas. Rusia se sumergió muy pronto en un gran pantano de resistencia armada. Tratando de emular las tácticas norteamericanas, les ordenó a sus comandantes aplicar una campaña “restringida.” Sin embargo, los comandantes rusos no estaban preparados para combates de esta naturaleza, luchando en las montañas, y entre la población civil, sin contar además con que tenían graves problemas tácticos. Otro inconveniente fue que se ordenó realizar una leva de soldados locales en vez de enviar soldados profesionales de otras partes de Rusia.
Las unidades chechenas eran más móviles, puesto que eran conformadas por habitantes locales conocedores del terreno y de su propia gente. Estas fuerzas guerrilleras fueron infligiendo humillantes derrotas a uno de los ejércitos más poderosos del mundo, dejándolo por ello completamente desmoralizado. Como respuesta a esta situación, Rusia reinició ataques indiscriminados con artillería y fuego aéreo que causaron grandes pérdidas entre la población civil chechena y rusa. Cuando el ejército ruso atacó Grozni durante las primeras semanas de enero de 1995, cerca de 25 000 civiles murieron en un grupo de ataques de artillería y bombardeo aéreo, en una ciudad cercada. Los rusos admitieron haber sufrido varios centenares de bajas durante el asalto.
El uso masivo de artillería y de bombardeos aéreos fue la estrategia rusa dominante durante el resto de la campaña. Además de lo anterior, las tropas rusas cometieron numerosos y, en parte, sistemáticos crímenes de guerra contra civiles, que incluían ejecuciones sumarias y torturas que llegaron a alcanzar a aldeas enteras.
Sólo en el pueblo de Samashki cerca de 100 civiles fueron asesinados por tropas rusas y otros tantos golpeados y torturados. Los partisanos chechenos por su parte, en respuesta a estos hechos utilizaron técnicas guerrilleras como bombas-trampa y asaltos y emboscadas en los caminos. Su más notoria táctica era la toma de rehenes, que dirigían la presión directamente sobre el público internacional y la opinión pública y gobierno ruso.
Como secuela de esta incapacidad para controlar a los bandidos chechenos, se incrementó la presión de los demás grupos étnicos que convivían en Rusia. Otra consecuencia fue la bajada sostenida y cada vez más fuerte de la confianza y del apoyo al gobierno central ruso y, en particular, en la persona de Yeltsin. El tema de Chechenia fue principal en la campaña presidencial de 1996. Pero su efecto interno más importante fue la respuesta de las minorías étnicas a las levas de soldados para combatir contra los chechenos en sus lugares. Una república autónoma (Chuvashia) dio protección legal a los conscriptos que se negaran a participar en la guerra en Chechenia. Incluso a nivel nacional se llegó a exigir la prohibición de participación de las fuerzas armadas en conflictos internos.
En enero de 1996, la destrucción del pueblo fronterizo de Pervomáyskoie en la República de Daguestán, como reacción a la toma de rehenes por parte de los chechenos, causó profundo malestar, puesto que amenazaba con generar un conflicto que empezara a devorar a todos los pueblos del Cáucaso. El anuncio por parte de los chechenos de que libraban una yihad o guerra sagrada contra los rusos atrajo por su parte a una buena cantidad de voluntarios de otros lugares de Rusia e incluso del exterior. La solución de una retirada sin victoria rusa era imposible, puesto que se creía que desencadenaría una ola de secesiones en todos los lugares.
En el año 1995, se sucedieron una serie de combates en Ingusetia, en particular cuando el mando ruso envió tropas a la frontera en persecución de los rebeldes chechenos. La ya frágil economía ingusetia se vio varias veces sobrepasada por la llegada de refugiados desde la misma Chechenia (con la que compartieron una tranquila vida en común por casi treinta años), así como de la también conflictiva Osetia del Norte. El presidente ingusetio Ruslán Aúshev protestó varias veces en contra de las persecuciones rusas e intentó conseguir reparaciones por los daños.

### El cese de fuego de 1996

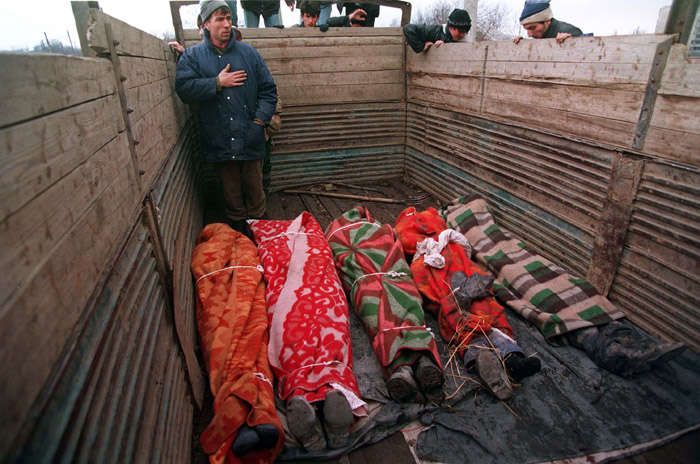
Cadáveres en un camión. Foto de Mijaíl Yevstáfiev. Enero de 1995.

Las desmoralizadas y mal entrenadas tropas conscriptas del ejército ruso fueron incapaces de suprimir y controlar el levantamiento checheno, tanto en la batalla de Grozni como en el campo. La humillante derrota y la gran cantidad de bajas sufridas convirtieron el conflicto en algo sumamente impopular en Rusia para las elecciones presidenciales de Rusia de 1996, pese a la muerte de Dudáyev en abril de aquel año, por tropas rusas.
En agosto, el asesor de seguridad nacional de Yeltsin, Aleksandr Lébed firmó con los rebeldes un cese del fuego, que desmoralizados por la muerte de Dudáyev y sus numerosas bajas en casi dos años de guerra, no tuvieron otra opción más que someterse a Moscú, acompañado con un Tratado de paz firmado en mayo de 1997. Después se retomaría por parte de los chechenos un sentimiento de revancha.
Cerca de 5500 soldados rusos y más de 73 000 chechenos murieron en casi dos años de guerra. Sin embargo, el conflicto se reinició en 1999 pese al tratado de paz. A esta guerra se la llama segunda guerra chechena.

## La guerra en cine
En el mundo cinematográfico, la primera guerra de Chechenia quedó representada en la película Mandarinas (Mandariinid) del director Zaza Urushadze, nominada a un Óscar a mejor película extranjera en el cine.